# Вектор Бюргерса

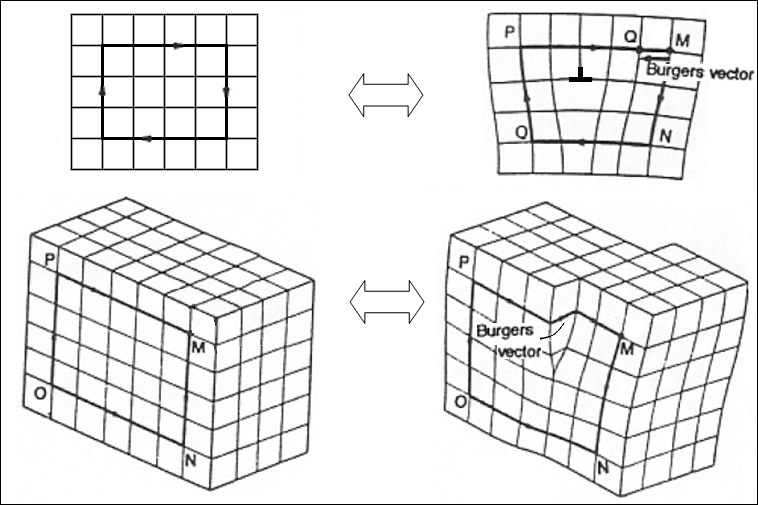
Вектори Бюргерса для крайової та гвинтової дислокації

Вектор Бюрґерса - векторна характеристика дислокації. Величина й напрямок вектора Бюрґерса визначають поля напружень навколо дислокації. Він характеризує ступінь спотворення кристалічної ґратки дислокацією і визначає енергію дислокації, сили, які діють на неї, величину зсуву від руху дислокації тощо.
Позначається зазвичай літерою {\displaystyle \mathbf {b} }.
Для визначення вектора Бюрґерса потрібно порівняти між собою кристалічну ґратку без дислокації і з нею. Якщо уявити собі замкнутий контур (контур Бюрґерса) у ідеальній ґратці, то присутність дислокації розімкне його. Вектором Бюрґерса називається вектор, який з'єднує точки розриву.
Знак вектора Бюрґерса визначається за правилом правого гвинта. Спочатку вибирають довільний напрям вздовж лінії дислокації. Потім контур Бюрґерса будують за правилом правого гвинта, відносно вибраного напряму. Вектор Бюрґерса направлений від кінцевої точки обходу до початкової.  
Математично це записується у вигляді: 
{\displaystyle \oint _{L}d\mathbf {u} =-\mathbf {b} },
де L - контур Бюргерса, а {\displaystyle \mathbf {u} } - вектор зміщення. 
Цю формулу можна переписати також через тензор дисторсії: 
{\displaystyle \oint _{L}du_{i}=\oint _{L}{\frac {\partial u_{i}}{\partial x_{j}}}dx_{j}=\oint w_{ij}dx_{j}=-b_{i}}.

Для крайової дислокації вектор Бюрґерса перпендикулярний до лінії дислокації. Для гвинтової дислокації вектор Бюрґерса паралельний 
лінії дислокації.
Вектор Бюрґерса названий на честь нідерландського фізика Яна Бюргерса, який запровадив його в теорію дислокацій. 